# Даль, Владимир Иванович
Влади́мир Ива́нович Даль (10 [22] ноября 1801 — 22 сентября [4 октября] 1872) — русский писатель

, этнограф и лексикограф, фольклорист, военный врач. Наибольшую славу ему принёс непревзойдённый по объёму «Толковый словарь живого великорусского языка», на составление которого ушло 53 года.

## Происхождение
Владимир Даль родился 10 (22) ноября 1801 года в посёлке Луганский завод (ныне — Луганск) Екатеринославской губернии Российской империи в семье лекаря горного ведомства Ивана Матвеевича Даля и его жены Юлии Христофоровны, урождённой Фрейтаг.
Его отец, обрусевший датчанин Йохан (Иоганн) Кристиан Даль (дат. Johan Christian Dahl, 1764—21 октября 1821), принял российское подданство вместе с русским именем Иван Матвеевич Даль в 1799 году. Он знал немецкий, английский, французский, русский, латынь, греческий и древнееврейский языки, был богословом и медиком. Известность его как лингвиста достигла императрицы Екатерины II, которая вызвала его в Петербург на должность придворного библиотекаря. Иоганн Даль позднее уехал в Йену, прошёл там курс врачебного факультета и возвратился в Россию с дипломом доктора медицины. Российская медицинская лицензия гласит, «Иван Матвеев сын Даль 1792 года марта 8 числа удостоен при экзамене в Российской империи медицинскую практику управлять».
Иван Даль в Петербурге женился на обрусевшей немке Ульяне Христофоровне Фрейтаг, предками которой были французы и швейцарцы. У них родились 2 дочери (Паулина и Александра) и четверо сыновей. Братьями Владимира были:
- Карл (1802—1828), до конца жизни прослужил на флоте, проживал и похоронен в Николаеве, детей не имел.
- Лев (1807—1831), убит польскими повстанцами.
- Павел (1813—19.10.1836), был болен чахоткой и по состоянию здоровья часто проживал вместе с матерью в Италии, где и похоронен на римском кладбище Тестаччо[9], детей не имел.

Ульяна Даль свободно владела пятью языками. Бабушка по материнской линии Владимира Ивановича, Мария Ивановна (Мария Франциска Регина) Фрейтаг (урождённая Пфундгеллер) происходила, предположительно, из рода французских гугенотов де Мальи, занималась русской литературой. Известны её переводы на русский язык С. Гесснера и А. В. Иффланда. Дед Кристоф Фрейтаг, коллежский асессор, чиновник ломбарда, эконом шляхетского корпуса в Санкт-Петербурге и чиновник императорских театров. Будущий тесть отца Даля был недоволен филологическим образованием зятя и фактически вынудил его получить медицинское образование, поскольку считал профессию врача одной из немногих «доходных и практических профессий».
Когда Далю было всего 4 года, его семья переехала в Николаев, где общалась среди прочего с семейством Зонтаг. Выслужив в 1814 году дворянство, Иван Матвеевич, старший лекарь Черноморского флота, получил право на обучение своих детей в Петербургском морском кадетском корпусе за казённый счёт.
Псевдоним «Казак Луганский», под которым Владимир Даль вступил в литературный мир в 1832 году, был взят им в честь своего родного Луганска. Родиной он считал не Данию, а Россию. В 1817 году во время учебного плавания кадет Даль посетил Данию и позже вспоминал:
Когда я плыл к берегам Дании, меня сильно занимало то, что увижу я отечество моих предков, моё отечество. Ступив на берег Дании, я на первых же порах окончательно убедился, что отечество моё — Россия, что нет у меня ничего общего с отчизною моих предков.
Отец Владимира Ивановича знал русский язык как родной и при каждом случае напоминал сыновьям, что они — русские, сожалея, что в кампанию 1812 года они были слишком молоды и не годны к воинской службе.
Вместе с сёстрами мальчиков усаживали за рукоделие и также обучали ремёслам, так как старший Даль считал, что морской офицер должен уметь всё.

## Биография

### Ранние годы

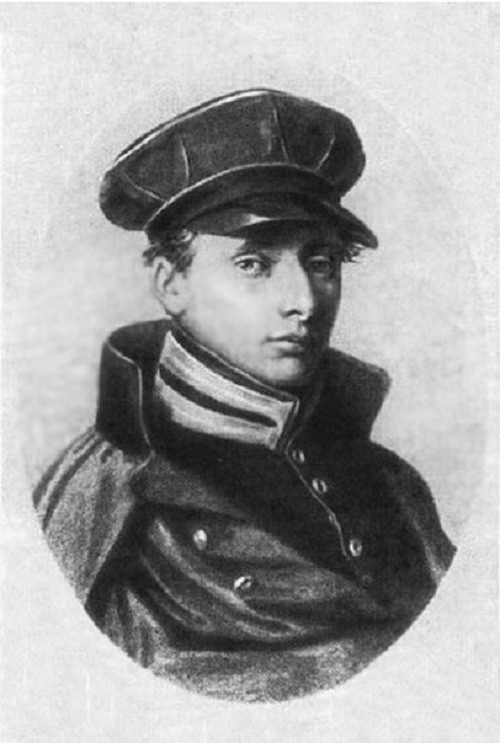
В. И. Даль в молодости

Начальное образование Даль получил на дому. В доме его родителей много читали и ценили печатное слово, любовь к которому передалась всем детям.
В возрасте одиннадцати лет вместе с братом Карлом (младше его на год) поступил в петербургский Морской кадетский корпус, где обучался с 1812 по 1819 годы. В кампанию 1817 года выходил в плавание на бриге «Феникс» с лучшими воспитанниками МКК. В их числе были трёхкампанцы П. Станицкий, П. Нахимов, З. Дудинский, Н. Фофанов; двукампанцы П. Новосильский, С. Лихонин, Д. Завалишин, И. Адамович, А. П. Рыкачёв, Ф. Колычев и однокампанец И. Бутенев. Посетил Стокгольм, Копенгаген, Карлскруну. 2 марта 1819 года выпущен из МКК двенадцатым по старшинству из восьмидесяти шести с производством в мичманы и по желанию Даля определением на Черноморский флот Российской империи. Позднее учёбу описал в повести «Мичман Поцелуев, или Живучи оглядывайся» (1841).
По пути на службу Даль начал записывать каждое слово, которое до этого не слышал.
С сентября 1823 по апрель 1824 года находился под арестом по подозрению в сочинении эпиграммы на главнокомандующего Черноморским флотом Алексея Грейга и на его любовницу Юлию Кульчинскую, еврейку Лию Сталинскую, после первого брака выдававшую себя за польку. По словам историка флота Ф. Ф. Веселаго, «это было собственно юношеское, шутливое, хотя и резкое стихотворение, но имевшее важное местное значение, по положению лиц, к которым оно относилось». С этим эпизодом и связан перевод Даля из Николаева в Кронштадт.
После, с 1824 по 1825 год, продолжил службу на Балтике.
После нескольких лет службы на флоте, в течение которых он так и не смог избавиться от морской болезни, Владимир 20 января 1826 года поступил в Дерптский университет на медицинский факультет. Жил он в тесной чердачной каморке, зарабатывая на жизнь уроками русского языка. Спустя 2 года, в январе 1828 года, В. И. Даль был зачислен в число казённокоштных воспитанников. По словам одного из биографов Даля, он погрузился в атмосферу Дерпта, которая «в умственном отношении побуждала к разносторонности». В студенческие годы Даль подружился с писателями Н. М. Языковым, В. А. Жуковским, А. Ф. Воейковым.
Здесь ему прежде всего пришлось усиленно заниматься необходимым в то время для учёного латинским языком. За работу на тему, объявленную философским факультетом, он получил серебряную медаль.
В студенческие годы Даль подружился с Н. И. Пироговым, который отмечал: «Какое счастливое у него сердце! Увидит знакомого — так и вспыхнет от радости!». Владимир Иванович стал выдающимся хирургом, одинаково владея левой и правой рукой. «Это был, прежде всего, человек, что называется, на все руки. За что ни брался Даль, все ему удавалось…» — вспоминал Пирогов.
В 1827 году журнал Александра Воейкова «Славянин» опубликовал первые стихотворения Даля.
В 1830 году В. И. Даль выступал уже как прозаик; его повесть «Цыганка» напечатал «Московский телеграф».

### Врачебная практика

Памятник Пушкину и Далю в Оренбурге

Учёбу пришлось прервать в 1828 году, с началом войны с турками (1828—1829), когда в связи с распространившимися за Дунаем случаями чумы действующая армия потребовала усиления военно-медицинской службы. Владимир Даль досрочно «с честью выдержал экзамен на доктора не только медицины, но и хирургии» по теме: «Об успешном методе трепанации черепа и о скрытом изъязвлении почек».
В ходе сражений этой войны годов Владимир Даль показал себя как блестящий военный врач. Дочь Екатерина вспоминала: «Фронт укрепил нервы отца. Он перестал падать в обморок при виде крови. Но его стала мучить другая крайность: отец после проведённой операции от изнеможения засыпал прямо на раненом, которого только что оперировал». В турецкой кампании медики столкнулись с эпидемией чумы, когда половина врачей и все фельдшеры умерли, а на несколько тысяч больных порой оставался 1 врач. За эту кампанию Даль был награждён серебряной медалью на георгиевской ленте и орденом Святой Анны.
Даль отличился при подавлении Польского восстания 1830 года. В войсках генерала Ридигера ему было поручено составить проект моста через Вислу у Юзефува. В отсутствие инженера Даль навёл мост, защищал его при переправе и затем сам разрушил его, когда мост попытались использовать польские мятежники. Николай I наградил его орденом Святого Владимира 4-й степени с бантом.
На войне Даль продолжал собирать слова, особенно областные речения, которые записывал у солдат из разных мест. Карточек со словами накопилось столько, что их приходилось перевозить в больших мешках на верблюде.
С марта 1832 года он служит ординатором в столичном военно-сухопутном госпитале и вскоре становится медицинскою знаменитостью Петербурга. П. И. Мельников пишет:

Здесь он трудился неутомимо и вскоре приобрёл известность замечательного хирурга, особенно же окулиста. Он сделал на своём веку более сорока одних операций снятия катаракты, и всё вполне успешно. Замечательно, что у него левая рука была развита настолько же, как и правая. Он мог левою рукой и писать и делать всё, что угодно, как правою. Такая счастливая способность особенно пригодна была для него, как оператора. Самые знаменитые в Петербурге операторы приглашали Даля в тех случаях, когда операцию можно было сделать ловчее и удобнее левою рукой.
Позднее, оставив хирургическую практику, Даль не ушёл из медицины совсем. Он сохранил интерес к офтальмологии и пристрастился к гомеопатии. В «Современнике» (№ 12 за 1838 год) опубликовал одну из первых в России статей в защиту гомеопатии.

### Первая книга
В 1832 году Даль опубликовал «Русские сказки из предания народного изустного на грамоту гражданскую переложенные, к быту житейскому приноровленные и поговорками ходячими разукрашенные Казаком Владимиром Луганским. Пяток первый». Это сочинение принесло ему известность в литературных кругах Петербурга.
Ознакомившись с книгой Даля, ректор Дерптского университета решил пригласить своего бывшего студента на кафедру русской словесности. При этом книга была принята в качестве диссертации на соискание учёной степени доктора филологии. Министр просвещения, однако, посчитал «Русские сказки» неблагонадёжными из-за доноса на автора книги со стороны управляющего III отделением Александра Мордвинова: «…она напечатана самым простым слогом, вполне приспособленным для низших классов, для купцов, для солдат и прислуги. В ней содержатся насмешки над правительством, жалобы на горестное положение солдата и пр.» и осенью этого же года Даля арестовали прямо во время обхода больных и доставили в Третье отделение.
Его спасло от репрессий заступничество поэта Жуковского, наставника наследника престола, представившего ему всё происшедшее с Далем в анекдотическом свете как совершенное недоразумение (согласно исследователю творчества Даля Владимиру Порудоминскому, Жуковский в тот момент находился за границей и о неприятностях, произошедших с Далем, узнал намного позже, а заступился за Даля командир пехотного корпуса генерал-лейтенант Фёдор Ридигер). Обвинения с Даля сняли, выпустили в тот же день, однако нераспроданный тираж «Русских сказок» стали изымать из продажи.
Этот эпизод стал причиной первоначального отказа при сватовстве Даля к 17-летней Юлии Андре (1816—1838), отец невесты не хотел иметь зятя-арестанта.

### Даль в Оренбурге
Женившись в 1833 году на Юлии Андре, Даль был в июле переведён в Оренбург чиновником особых поручений при военном губернаторе В. А. Перовском. На этой должности он служил около восьми лет.
Во время пребывания на Южном Урале много ездил по уездам, собирал фольклорные материалы, занимался естественными науками. За свои коллекции по флоре и фауне Оренбургского края избран в 1838 году членом-корреспондентом Петербургской академии наук по физико-математическому отделению. Собранные материалы по фольклору, этнографии башкир, казахов, русских и других народов легли в основу его произведений: «Охота на волков» (1830‑е), «Башкирская русалка» (переложение башкирского эпоса «Заятуляк и Хыухылу», 1843), «Майна» (1846), «Обмиранье» (1861), «Башкиры. Этнографический очерк, описание башкирцев и их образа жизни» (1862) и другие.
Помимо русского, Даль знал по меньшей мере 12 языков, понимал тюркские языки, собирал в Оренбурге тюркские рукописи, благодаря чему считается одним из первых в России тюркологов. По образу и подобию его толкового словаря стал составлять собственный словарь тюркских наречий Лазарь Будагов.
В 1835 году Даль избран член-корреспондентом первого состава Уфимского губернского статистического комитета. Он продолжал и литературные занятия, активно сотрудничал в журнале «Сельское чтение». В 1833—1839 годах вышли в свет «Были и небылицы Казака Луганского».
В феврале 1838 года у него родилась дочь Юлия.
В 1839—1840 годах доктор Даль участвовал в Хивинском походе. Военная деятельность Даля освещена в ряде его сочинений мемуарного характера, например, «Донская конная артиллерия» и «Письма к друзьям из похода в Хиву».

### Знакомство с Пушкиным

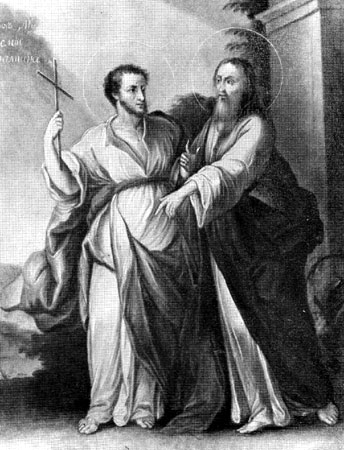
Оренбургская икона 1870-х годов с изображением свв. Космы и Дамиана. Прообразами святых послужили Пушкин и Даль

Знакомство Даля с Пушкиным должно было состояться через посредничество Жуковского в 1832 году, но Владимир Даль решил лично представиться знаменитому поэту и подарить один из немногих сохранившихся экземпляров «Сказок…», вышедших незадолго до этого. Даль так писал об этом:

Я взял свою новую книгу и пошёл сам представиться поэту. Поводом для знакомства были «Русские сказки. Пяток первый Казака Луганского». Пушкин в то время снимал квартиру на углу Гороховой и Большой Морской. Я поднялся на третий этаж, слуга принял у меня шинель в прихожей, пошёл докладывать. Я, волнуясь, шёл по комнатам, пустым и сумрачным — вечерело. Взяв мою книгу, Пушкин открывал её и читал с начала, с конца, где придётся, и, смеясь, приговаривал «Очень хорошо».
Пушкин очень обрадовался такому подарку и в ответ подарил Владимиру Ивановичу рукописный вариант своей новой «Сказки о попе и о работнике его Балде» (1830) со знаменательным автографом:
Твоя отъ твоихъ!
Сказочнику казаку Луганскому,
сказочникъ Александръ Пушкинъ
Через год, 18—20 сентября 1833 года, Даль сопровождал Пушкина по пугачёвским местам Оренбургского края. Именно от Пушкина он узнал сюжет «Сказки о Георгии Храбром и о волке». Вместе с Далем поэт объездил все важнейшие места пугачёвских событий. В благодарность он прислал Далю в 1835 году подарочный экземпляр своей «Истории Пугачёва».

«Пушкин прибыл нежданный и нечаянный и остановился в загородном доме у военного губернатора В. Ал. Перовского, а на другой день перевёз я его оттуда, ездил с ним в историческую Бердскую станицу, толковал, сколько слышал и знал местность, обстоятельства осады Оренбурга Пугачёвым; указывал на Георгиевскую колокольню в предместии, куда Пугач поднял было пушку, чтобы обстреливать город, — на остатки земляных работ между Орских и Сакмарских ворот, приписываемых преданием Пугачёву, на зауральскую рощу, откуда вор пытался ворваться по льду в крепость, открытую с этой стороны; говорил о незадолго умершем здесь священнике, которого отец высек за то, что мальчик бегал на улицу собирать пятаки, коими Пугач сделал несколько выстрелов в город вместо картечи, — о так называемом секретаре Пугачёва Сычугове, в то время ещё живом, и о бердинских старухах, которые помнят ещё „золотые“ палаты Пугача, то есть обитую медною латунью избу.

Пушкин слушал всё это — извините, если не умею иначе выразиться, — с большим жаром и хохотал от души следующему анекдоту: Пугач, ворвавшись в Берды, где испуганный народ собрался в церкви и на паперти, вошёл также в церковь. Народ расступился в страхе, кланялся, падал ниц. Приняв важный вид, Пугач прошёл прямо в алтарь, сел на церковный престол и сказал вслух: „Как я давно не сидел на престоле!“ В мужицком невежестве своём он воображал, что престол церковный есть царское седалище. Пушкин назвал его за это свиньёй и много хохотал».
В конце 1836 года Даль приезжал в Петербург. Пушкин радостно приветствовал возвращение друга, многократно навещал его, интересовался лингвистическими находками Даля. Пушкину очень понравилось услышанное от Даля ранее не известное ему слово «выползина» — шкурка, которую после зимы сбрасывают змеи, выползая из неё. Зайдя как-то к Далю в новом сюртуке, Пушкин весело пошутил: «Что, хороша выползина? Ну, из этой выползины я теперь не скоро выползу. Я в ней такое напишу!» — пообещал поэт. Не снял он этот сюртук и в день дуэли с Дантесом. Чтобы не причинять раненому поэту лишних страданий, пришлось «выползину» с него спарывать.
Даль здесь присутствовал при трагической кончине Пушкина, он участвовал в лечении поэта от смертельной раны, полученной на последней дуэли, вплоть до смерти Пушкина 29 января (10 февраля) 1837 года. Узнав о дуэли, Даль приехал к другу, хотя родные не пригласили его к умирающему поэту. Он застал погибающего друга в окружении знатных врачей, кроме домашнего доктора Ивана Спасского, поэта осматривали придворный лейб-медик Николай Арендт и ещё 3 доктора медицины. Пушкин радостно приветствовал друга и, взяв его за руку, умоляюще спросил: «Скажи мне правду, скоро ли я умру?» И Даль ответил профессионально верно: «Мы за тебя надеемся, право, надеемся, не отчаивайся и ты». Пушкин благодарно пожал ему руку и сказал облегчённо: «Ну, спасибо». Он заметно оживился и даже попросил морошки, а Наталья Николаевна радостно воскликнула: «Он будет жив! Вот увидите, он будет жив, он не умрёт!»

Даль под руководством Н. Ф. Арендта вёл дневник истории болезни Пушкина. Умирающий Пушкин передал Далю свой золотой перстень-талисман с изумрудом и со словами: «Даль, возьми на память». Когда же Даль отрицательно покачал головой, Пушкин настойчиво повторил: «Бери, друг, мне уж больше не писать». Впоследствии по поводу этого пушкинского подарка Даль писал В. Одоевскому: «Как гляну на этот перстень, хочется приняться за что-либо порядочное». Владимир Даль пытался вернуть перстень вдове Александра Пушкина, но Наталья Николаевна запротестовала: «Нет, Владимир Иванович, пусть это будет вам на память. И ещё я хочу вам подарить пробитый пулей сюртук Александра Сергеевича». Этот был тот самый сюртук-выползина.
Позже И. Т. Спасский вместе с В. И. Далем проводил вскрытие тела Пушкина, и Даль писал протокол вскрытия.
В воспоминаниях Владимира Даля:

«Мне достался от вдовы Пушкина дорогой подарок — перстень его с изумрудом, который он всегда носил последнее время и называл, не знаю почему, „талисманом“; досталась от В. А. Жуковского последняя одежда Пушкина, после которой одели его, только чтобы положить в гроб. Это чёрный сюртук с небольшою, в ноготок, дырочкою против правого паха. Над этим можно призадуматься. Сюртук этот должно бы сберечь и для потомства; не знаю ещё, как это сделать; в частных руках он легко может затеряться, а у нас некуда отдать подобную вещь на всегдашнее сохранение [я подарил его М. П. Погодину]».

### Возвращение в Петербург
В 1841 году Даль по рекомендации своего начальника В. Перовского был назначен секретарём его брата Л. А. Перовского, а потом заведовал (частно) особой канцелярией его, как министра внутренних дел. С 1841 по лето 1849 года жил в Петербурге в казённом доме по адресу: Александрийская площадь, 11. Вместе с Н. Милютиным составлял и вводил в Петербурге городовое положение.
К этому времени относится расцвет литературной деятельности Даля, публикация им очерков в духе натуральной школы. Каждый «физиологический очерк» Даля представляет собой, по словам Д. Мирского, короткую описательную зарисовку той или иной социальной среды. Свои повести, очерки и статьи он печатал в «Библиотеке для чтения», «Отечественных записках», «Москвитянине» и сборнике Башуцкого «Наши».
Тогда же по поручению военного ведомства составил учебники ботаники и зоологии, которые выделялись живым, образным языком. А. П. Сапожников выполнил для них не менее 700 высокохудожественных иллюстраций.
- «Полтора слова о нынешнем русском языке» («Москвитянин», 1842, I, № 2)
- «Недовесок» к этой статье (там же, часть V, № 9)
- брошюры «О скопческой ереси» (1844, редкость (другая записка о законодательстве против скопцов напечатана в «Чтениях общ. ист. и др.» 1872, кн. IV.)
- повесть «Похождения X.X. Виольдамура и его Аршета» (1844)
- очерк «Петербургский дворник» (1844), вошедший в альманах «Физиология Петербурга»
- «Сочинения Казака Луганского» (1846).
- «О русских пословицах» («Современник», 1847, кн. 6)
- «О поверьях, суевериях и предрассудках русского народа» («Иллюстрация», 1845—1846, 2-е изд. СПб., 1880)

### Нижний Новгород
Хотя корреспонденты из разных уголков России регулярно высылали Далю образцы пословиц, сказок и народного говора, пребывание в Петербурге отдалило его от стихии живой крестьянской речи. Он стал задумываться о возвращении из столицы в провинцию, хотя с точки зрения карьеры это означало шаг назад.
В 1849 году Даль был назначен управляющим Нижегородской удельной конторой, ведавшей делами 40 тысяч государственных крестьян, и прослужил на этом посту, предоставившем ему возможность 10 лет наблюдать разнообразный этнографический материал. В 1853 году Даль устроил гомеопатическую лечебницу при Удельном округе и для неё пригласил Карла Карловича Боянуса, одного из выдающихся гомеопатов России, лютеранина.
Именно в Нижнем была завершена многолетняя работа Даля по собиранию русских пословиц. Когда в 1853 году цензура стала препятствовать публикации сборника, Даль начертал на нём слова «пословица не судима». Это издание, подлинная этнографическая энциклопедия русской жизни, увидело свет в авторской редакции только с началом либерального периода александровских реформ, в 1862 году. Обработку толкового словаря Даль довёл в Нижнем Новгороде до буквы «П».
Живя в Нижнем Новгороде, Даль много навредил себе в глазах общества «Письмом к издателю Александру Кошелёву» и «Заметкой о грамотности», в которых он высказался против обучения крестьян грамоте, так как оно «без всякого умственного и нравственного образования … почти всегда доходит до худа…». На страницах журнала «Современник» ему резко возразили Евгений Карнович, Николай Чернышевский и Николай Добролюбов.
- «О наречиях русского языка» («Вестник Императорского Русского Географического Общества», 1852, кн. 6; перепечатана в «Толковом словаре»)
- «Матросские досуги», написанные по поручению князя Константина Николаевича (СПб., 1853)
- ряд статей о вреде одной грамотности без просвещения («Русская Беседа», 1856, кн. III; «Отечественные Записки», 1857, кн. II; «СПб. Вед.», 1857 № 245)
- серия из 100 очерков из русской жизни (отдельное издание «Картины из русского быта», СПб., 1861)

### Московский период
В 1859 году действительный статский советник Даль вышел в отставку и поселился на Пресне в деревянном доме, построенном историографом князем Щербатовым. После переезда в Москву он приступил к публикации двух капитальных трудов, над которыми работал всю жизнь — «Толкового словаря живого великорусского языка» (1861—1868) и «Пословиц русского народа» (1862).
Помимо лексики и пословиц, Даль в течение всей жизни собирал народные песни, сказки и лубочные картины. Сознавая недостаток времени для обработки накопленного фольклорного материала, собранные песни он отдал для публикации Киреевскому, а сказки — Афанасьеву. Богатое, лучшее в то время собрание лубочных картин Даля поступило в Императорскую публичную библиотеку и вошло впоследствии в издания Ровинского.
На исходе жизни Даль переложил Ветхий Завет «применительно к понятиям русского простонародья». Он «играл на нескольких музыкальных инструментах, работал на токарном станке, увлекался спиритизмом и изучал гомеопатию». К спиритизму его приобщил в Нижнем Новгороде известный мистик А. Н. Аксаков. Даль рассказывал знакомым, что однажды вызвал дух покойного Жуковского и получил у него ответ на вопрос, на который только поэт мог знать ответ.
Осенью 1871 года с Владимиром Ивановичем случился первый лёгкий удар, после чего он пригласил православного священника для приобщения к Русской православной церкви и дарования таинства святого причащения по православному обряду. Таким образом незадолго до кончины Даль перешёл из лютеранства в православие.

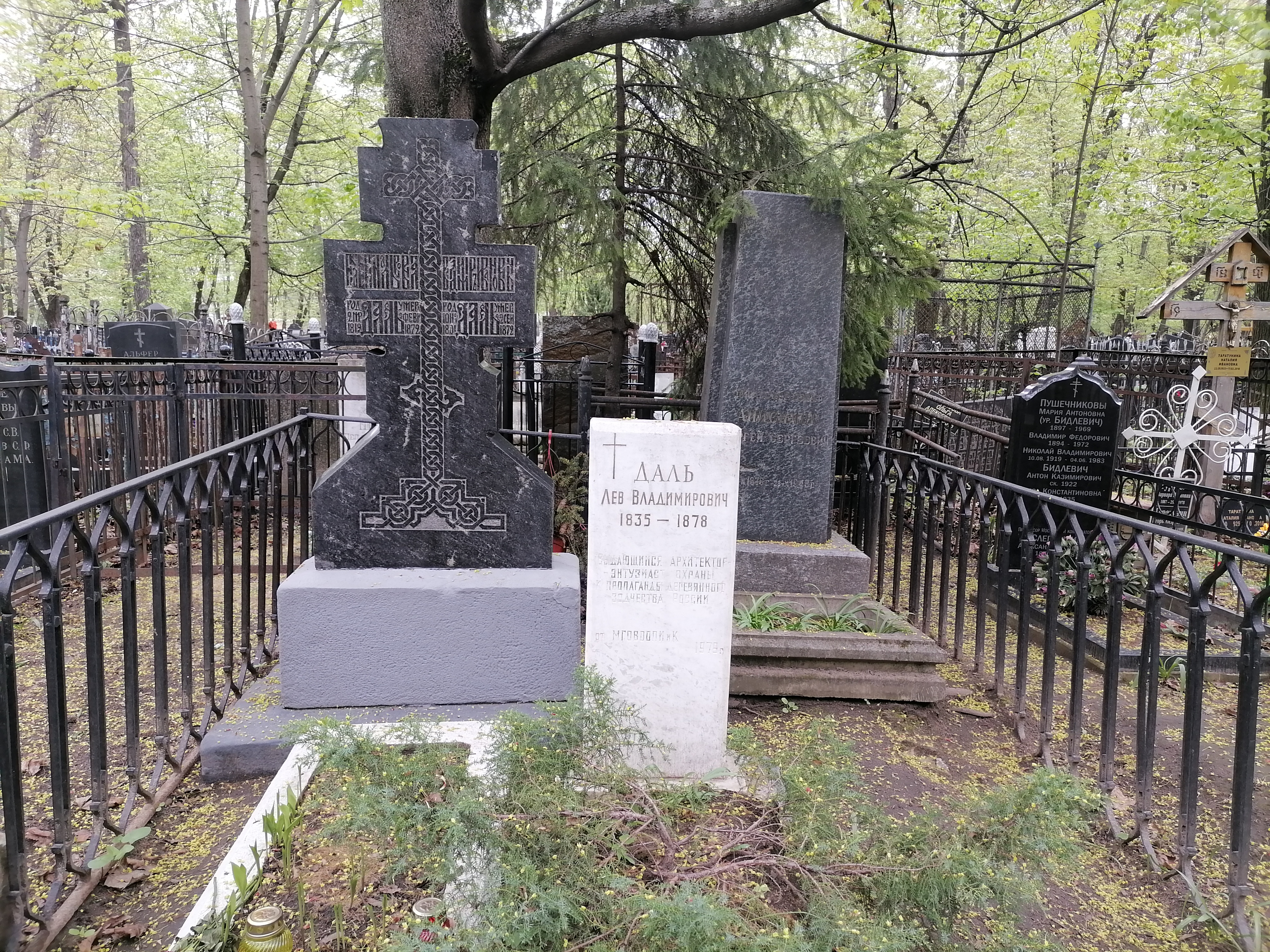
Семейное захоронение Далей на Ваганьковском кладбище

Владимир Иванович Даль скончался в возрасте 70 лет и был похоронен на Ваганьковском кладбище рядом с супругой (16 уч.). Позднее, в 1878 году, рядом с ним был похоронен его сын Лев.
- «Пословицы русского народа» (М., 1862; 2 изд. СПб., 1879).
- «Толковый словарь» (1-е изд. 1861 − 68; второе изд. СПб. 1880 − 82)
- «Полное собрание сочинений» (СПб., 1861; 2 изд. СПб., 1878 − 1884)
- «Повести» (Спб., 1861)
- «Солдатские досуги» (2 изд. СПб., 1861)
- «Два сорока бывальщинок для крестьян» (СПб., 1862)
- записка о русском словаре («Русская беседа», 1860, № 1)
- полемика с Погодиным об иностранных словах и русском правописании («Русский», 1868, № 25, 31, 39, 41)

## Семья и потомки

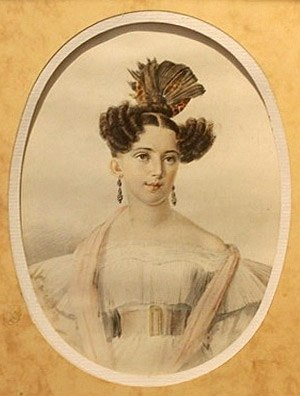
Юлия Даль, 1-я жена

В 1833 году Владимир Даль женился на Юлии Егоровне Андре (1816—1838)[уточнить]. Вместе они переехали в Оренбург, где у них родились двое детей: сын Лев родился в 1834 году, дочь Юлия — в 1838 году (названа в честь матери, умерла в 1864 году в Риме). Впечатления жены Даля об оренбургских днях Пушкина переданы в письмах Е. Ворониной («Русский архив», 1902, № 8. — С. 658).
Овдовев, Даль женился в 1840 году на Екатерине Львовне Соколовой (1819—1872), дочери героя Отечественной войны 1812 года. В этом браке родились 3 дочери: Мария (1841), Ольга (1843), Екатерина (1845). Екатерина Владимировна впоследствии напечатала воспоминания об отце (журнал «Русский вестник», 1878).
Дочь Мария (1841—1903) вышла замуж за выдающегося болгарского просветителя К. Н. Станишева (1840—1900, дядька А. Станишева). Её внучка Ольга Станишева (1903—1985) хранила многие личные вещи прадеда, которые после смерти завещала передать в московский Музей В. И. Даля.
Другая дочь, Ольга, вышла замуж за московского прокурора Платона Александровича Демидова (1840—1899). Её дочь Ольга Вейс была известной в своё время певицей, возглавляла Ярославское женское училище духовного ведомства, переписывалась со своим родственником С. М. Ляпуновым. Её внук Лев Сергеевич Журавский (1918—1978), профессор медицины, заведовал кафедрой госпитальной хирургии в Калининском медицинском институте.
Прапраправнучка писателя Анастасия Журавская — кандидат философских наук.

## Литературная и научная деятельность
Характерный представитель романтического национализма, Даль «в литературной своей деятельности вдохновлялся стремлением высвободить Россию из греко-латино-германо-французских оков, которые наложили на неё древние книжники, Ломоносов и Карамзин». Он обильно пересыпал свои сочинения народными словечками и поговорками, но, по оценке Д. Мирского, «был лишён подлинного чувства стиля, и все его попытки русифицировать русский литературный язык остались бесплодными».
В течение 50 лет Даль каждый час записывал по одному слову для своего собрания. «Ни прозвание, ни вероисповедание, ни сама кровь предков не делают человека принадлежностью той или другой народности. Дух, душа человека — вот где надо искать принадлежности его к тому или другому народу. Чем же можно определить принадлежность духа? Конечно, проявлением духа — мыслью. Кто на каком языке думает, тот к тому народу и принадлежит. Я думаю по-русски», — признался Даль на закате своих дней.

### Толковый словарь живого великорусского языка
Многотомный «Толковый словарь живого великорусского языка» — magnum opus («главное детище») Даля, труд, по которому его знает всякий, кто интересуется русским языком. Словарь создавался Владимиром Ивановичем с 1819 года; первое четырёхтомное издание вышло в период с 1863 по 1866 год. Основу труда составляет язык народа, выраженный разнообразными региональными, производными и близкими по смыслу словами, а также примерами их использования.
2 цитаты, определяющие задачи, которые поставил перед собой составитель:
Живой народный язык, сберёгший в жизненной свежести дух, который придаёт языку стройность, силу, ясность, целость и красоту, должен послужить источником и сокровищницей для развития образованной русской речи.
<…>
Общие определения слов и самих предметов и понятий — дело почти не исполнимое и притом бесполезное. Оно тем мудрёнее, чем предмет проще, обиходнее. Передача и объяснение одного слова другим, а тем паче десятком других, конечно, вразумительнее всякого определения, а примеры ещё более поясняют дело.
Появление в печати толкового словаря, наглядно показавшего неисчерпаемое синонимическое богатство русского языка, вызвало восторги славянофилов, со взглядами которых Даль в поздние годы имел немало общего. Благодаря Далю были сохранены для науки тысячи диалектных словоформ, более нигде не зафиксированных.
Далю, как лексикографу, свойствен умеренный пуризм. Он предлагал заменить малопонятные книжные заимствования из иностранных языков новообразованиями на славянской основе (например, «живуля» вместо «автомат») и включал их в свой словарь как реально существующие. Даля раздражало распространённое среди интеллигенции щеголянье иностранными словами, «речениями галантерейными». При этом, в отличие от А. С. Шишкова и других предшественников, Даль в своём словотворчестве опирался не на столь же книжную «славянщину», а на живой язык современного ему крестьянства.
Словарь Даля, несмотря на нарочитый дилетантизм автора, его безразличие к научной лингвистике своего времени, остаётся для учёных основой знаний о том русском языке, на котором говорил народ до того, как распространилось стандартное школьное обучение.
Он служил настольной книгой для Андрея Белого, Владимира Набокова и других выдающихся художников слова. Так, Белый видел в словаре, организованном по гнездовому принципу, бесконечный лабиринт взаимосвязанных слов:
Материалы далевского словаря открывают даль будущего: в корень слова вцеплять и любую приставку, и любую по вкусу концовку; даль словарных выводов Даля: истинный словарь есть ухо в языке, правящее пантомимой артикуляций его.

### Пословицы русского народа
В 1862 году В. Даль опубликовал «Пословицы русского народа. Сборник пословиц, поговорок, речений, присловий, чистоговорок, загадок, поверий и проч.». Сборник содержит около 32 000 фраз, представляющих малые жанры фольклора. Это один из важнейших источников по бытовой стороне жизни и философии русского народа. Сборник многократно переиздавался, в том числе с предисловием нобелевского лауреата М. Шолохова, озаглавленным «Сокровищница народной мудрости».

### «Записка о ритуальных убийствах»
В 1913 году, в преддверии дела Бейлиса, была издана так называемая «Записка о ритуальных убийствах» с именем Даля на обложке в качестве автора. Эта работа являлась переизданием более ранних публикаций, авторство которых неясно. По своему содержанию книга не представляет существенного интереса, так как является всего лишь рефератом, составленным по материалам нескольких десятков польских и немецких антисемитских изданий XVII—XIX веков, однако вокруг авторства книги в русском обществе возникла острая политико-идеологическая дискуссия.
Одним из наиболее вероятных авторов обычно называют В. И. Даля, но вопрос этот остаётся спорным. В качестве автора ряд исследователей называли директора Департамента духовных дел иностранных исповеданий тайного советника В. В. Скрипицына, либо волынского губернатора И. В. Каменского, который в 1844 году издал анонимно брошюру «Сведения об убийствах евреями христиан для добывания крови». Авторство Даля также отвергали историк Савелий Дудаков (он считал автором не самого Скрипицына, а кого-то из сотрудников его департамента), специалист по творчеству Даля Ю. П. Фесенко (он писал: «по небрежному стилю, по отсутствию признаков научного исследования, по абсолютной компилятивности, „вторичности“ сей „труд“ никак не может принадлежать Далю»), наиболее авторитетный биограф Даля В. И. Порудоминский.
Российский филолог Александр Панченко считал, что автором «Разыскания» вполне мог быть В. И. Даль, но что отнюдь не говорит о его антисемитизме, хотя Даль разделял достаточно пренебрежительное отношение к евреям, характерное для многих представителей тогдашней образованной элиты Российской империи.
В России решением Ленинского районного суда города Оренбурга от 26.07.2010 брошюра с похожим названием «Записки о ритуальных убийствах» (во множественном числе; без выходных данных, но с указанием, что автор В. И. Даль) признана экстремистской и внесена Министерством юстиции РФ в Федеральный список экстремистских материалов под № 1494. Однозначно определить содержание запрещённого в России книжного печатного издания затруднительно, так как данное решение суда в базе данных ГАС «Правосудие» и на сайте суда отсутствуют.

## Почести
- Даль — один из семнадцати членов-учредителей Русского географического общества (1845).
- Член Общества истории и древностей Российских.
- Член (с 1868 года — почётный) Общества любителей Российской словесности.
- В 1863 году за первые выпуски «Толкового словаря» Даль получил Константиновскую медаль от Императорского географического общества[53].
- В 1868 году был выбран в почётные члены Императорской академии наук по историко-филологическому отделению, а по выходе в свет всего словаря был удостоен Ломоносовской премии (1869)[54].

Ещё ранее, с 1863 года, Владимир Даль числился почётным членом Академии наук по Отделению естественных наук. При слиянии академии наук с академией Российской его перевели в Отделение русского языка и словесности.

## Память

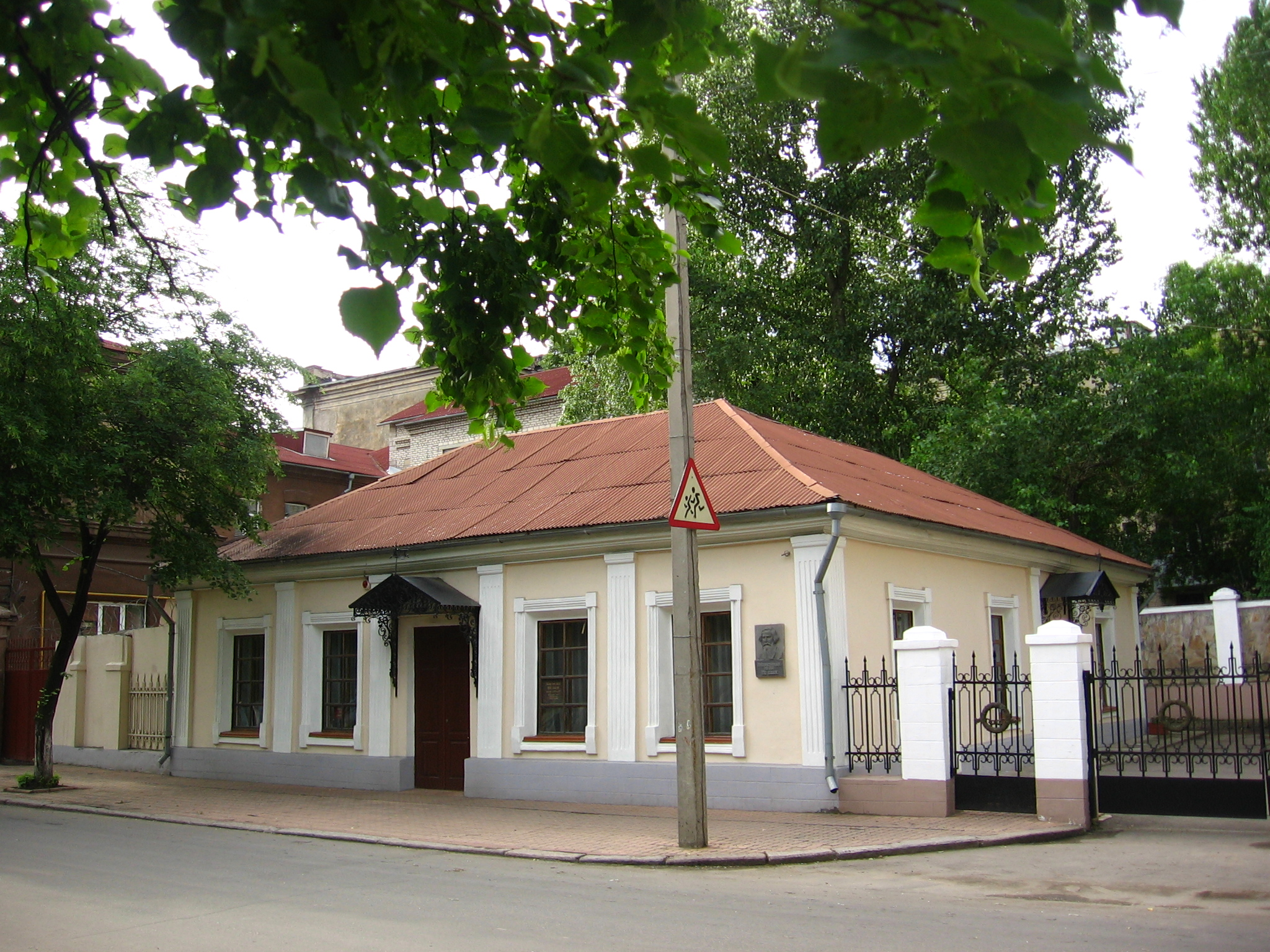
Дом семьи Далей в Луганске, сейчас дом-музей

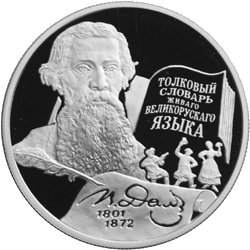
Памятная серебряная монета, посвящённая 200-летию со дня рождения В. И. Даля

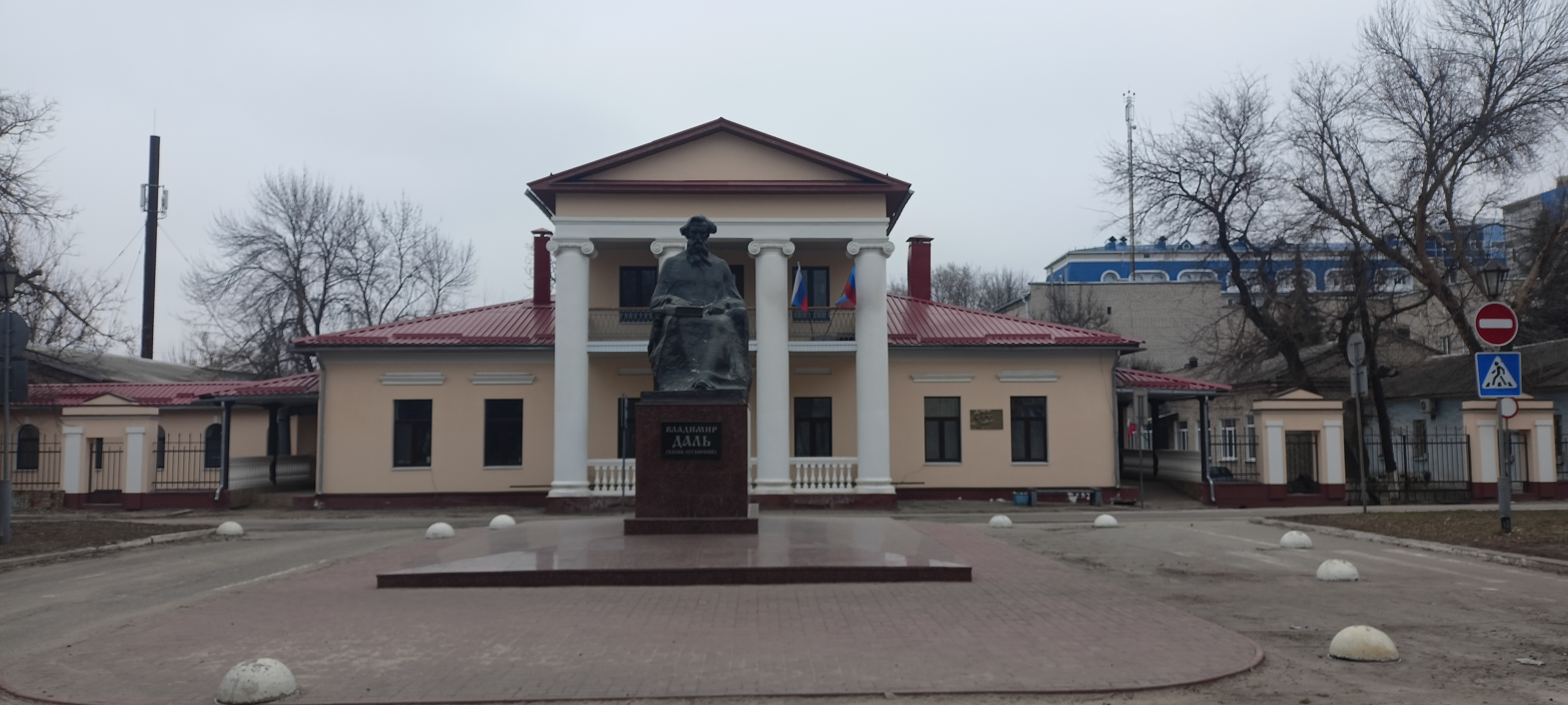
Памятник В. И. Далю в Луганске

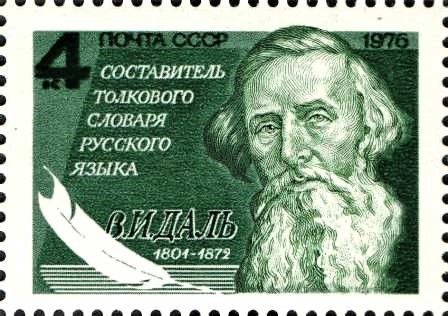
Почтовая марка СССР № 4638. 1976. 175-летие со дня рождения В. И. Даля

- Почтовая марка СССР № 4638. 1976. 175-летие со дня рождения В. И. ДаляВ честь 200-летия со дня рождения В. И. Даля ЮНЕСКО объявило 2001 год годом В. И. Даля.
- В 1980-е гг. в Париже присуждалась премия имени Даля.
- В ряде городов есть улицы Даля.
- На родине Даля, в Луганске, ему установлены три памятника, его именем названы улица, средняя школа № 5 и Восточноукраинский национальный университет.
- В луганском доме семьи Даля действует Литературный музей Владимира Даля, в котором собраны все прижизненные издания литературных произведений В. И. Даля. Музей рассказывает о личности В. И. Даля в контексте эпохи, о современниках Даля — А. С. Пушкине, Т. Г. Шевченко, Н. В. Гоголе, Н. И. Пирогове.
- Памятники В. И. Далю в Луганске: один — близ Литературного музея, другой — на улице Даля, а третий открыт в 2010 году около Восточноукраинского университета имени В. И. Даля[56][57].
- В Николаеве, где В. И. Даль прожил в общей сложности около 16 лет, улица Леккерта 28 марта 1985 года переименована в улицу Даля.
- Мемориальные доски в честь Даля в Николаеве установлены на пересечении улиц Даля и Сенной и по улице Наваринской[58][59].
- В Нижнем Новгороде именем В. И. Даля названа улица в Канавинском районе.
- Мемориальная доска с барельефом Даля работы скульптора В. И. Пурихова размещена на доме в Нижнем Новгороде, где жил Даль (угол улиц Большой Печёрской и Мартыновской, ныне — Семашко)[60].
- Парный памятник Пушкину и Далю установлен в Оренбурге в сквере имени Полины Осипенко на центральной улице города. Скульптор — Н. Г. Петина[59].
- Улица Даля расположена в Ленинском районе Оренбурга.
- Имеется Оренбургское областное литературное объединение им. В. И. Даля.
- Памятник «Толковому словарю живого великорусского языка»[61] установлен в Оренбурге в 2019 году по результатам всероссийского конкурса интересных достопримечательностей «Культурный след». Скульптор — Александр Сукманов[62]. Бронзовая композиция изображает круглый стол с размещёнными на нём четырьмя томами первого издания знаменитого словаря, чернильницей с гусиным пером, свечой в подсвечнике и овальной рамочкой с портретом В. И. Даля. скульптурная композиция размещена на главной пешеходной улице перед входом в областную библиотеку (ул. Советская, 20), напротив главного корпуса Оренбургского педагогического университета[63].
- В московском доме на Большой Грузинской (№ 4/6, стр. 9), где Даль провёл последние 12 лет жизни и закончил работу над Толковым словарём, в 1986 году был открыт общественный Музей В. И. Даля[64]. Этот деревянный дом, один из старейших в Москве, был частично перестроен в русском стиле (внесены элементы русского деревянного зодчества)[64][65] уже после его смерти по проекту его сына Л. В. Даля.
- Имя Даля носит (с апреля 2017 года) Государственный музей истории российской литературы в Трубниковском переулке в Москве.
- 31 мая 1988 года в честь В. И. Даля назван астероид 3384 Daliya, открытый в 1974 году советским астрономом Л. И. Черных.

## Сочинения
- Об омеопатии: (Письмо кн. В. Ф. Одоевскому) / [В. Даль]. — [Санкт-Петербург, 1838]. — 30 с.
- Солдатские досуги: [Рассказы] / [Соч.] Казака Владимира Луганского [псевд.]. — Санкт-Петербург: тип. Штаба воен.-учеб. заведений, 1843. — [2], IV, 204 с.
- Ботаника / [Соч.] В. Даля, сост. на основании наставления для образования воспитанников воен.-учеб. заведений… 24 дек. 1848 г. — Санкт-Петербург: тип. И. Фишона, 1849. — [4], II, [2], 211 с.: ил. — (Учебные руководства для военно-учебных заведений. Естественная история)
- Два-сорока бывальщинок для крестьян. Ч. 1—2: Соч. Владимира Даля. — Санкт-Петербург: Изд. М. О. Вольфа, 1862. — ч. 1: [6], II, 203 с.
- Донская конная артиллерия // Русская старина, 1871. — Т. 4. — № 10. — С. 4  Картины из быта русских детей / [Соч.] Владимира Даля; С 8 картинками по рис. К. Броша, Трутовского и др. — Санкт-Петербург; Москва: М. О. Вольф, [1874] (Санкт-Петербург). — [4], 293 с.
- . Картины из русского быта / [Соч.] Владимира Даля. — Санкт-Петербург: М. О. Вольф, 1861.
- Крошки: Книжечка для малых детей / Изд. под ред. и пересм. Владимиром Далем. — Санкт-Петербург; Москва: М. О. Вольф, [1880]. — [2], 183 с., 1 л. фронт. (ил.), 5 л. ил.
- Матросские досуги: [Рассказы] / Соч. В. И. Даля. — Санкт-Петербург: Мор. учен. ком., 1853. — [2], VI, 433 с.
- Лезгинец Ассан. Написано под его диктовку. Санкт-Петербург: Воен. тип., 1865. - 172 с.
- Толковый словарь живого великорусского языка. Ч. 1.: [в 4 ч.] / [соч.] В. И. Даля. — Москва: Изд. общ-ва любителей Российской словесности, 1863 (Тип. А. Семена). — LIV, 627 с.
- Толковый словарь живого великорусского языка. Ч. 2.: [в 4 ч.] / [соч.] В. И. Даля. — Москва: Изд. общ-ва любителей Российской словесности, 1865 (Тип. Т. Рис). — с. 629—1351.
- Даль В. И. Толковый словарь живого великорусского языка. Ч. 3. II: [в 4 ч.] / [соч.] В. И. Даля. — Москва: Изд. общ-ва любителей Российской словесности, 1865 (Тип. Т. Рис). — 508 с.
- Толковый словарь живого великорусского языка. Ч. 4.: [в 4 ч.] / [соч.] В. И. Даля. — Москва: Изд. общ-ва любителей Российской словесности, 1866 (Тип. Т. Рис). — [680] с.
- Новые картины из быта русских детей: С 12 картинками по рис. К. Броша, Трутовского и др. / [Соч.] Владимира Даля. — Санкт-Петербург; Москва: М. О. Вольф, [1875] (Санкт-Петербург). — [4], 379 с.
- Первая первинка полуграмотной внуке: Сказки, песенки, игры / Пересм. В. И. Далем. — Москва: Т. Рис., 1870. — [2], 197 с.
- Первинка другая: Внуке грамотейке с неграмотною братиею: Сказки, песенки, игры / Пересм. В. И. Далем. — 3-е изд. — Санкт-Петербург; Москва: М. О. Вольф, ценз. 1879 (Санкт-Петербург). — [2], 182 с.
- Письма к друзьям из похода в Хиву // Русский архив, 1867. — Вып. 3. — Стб. 402—431.
- Рассказы В. И. Даля о временах Павла I Архивная копия от 15 апреля 2019 на Wayback Machine // Русская старина, 1870. — Т. 2. — Изд. 3-е. — Спб., 1875. — С. 540—542.
- Русские сказки, из предания народного изустного на грамоту гражданскую переложенные, к быту житейскому принаровленные и поговорками ходячими разукрашенные Казаком Владимиром Луганским [псевд.]. Пяток 1. — Санкт-Петербург: тип. А. Плюшара, 1832. — 201 с.
- О поверьях, суевериях и предрассудках русского народа. — СПб.: Изд. Вольфа, 1880.
- О наречиях русского языка: По поводу опыта обл. великорус. слов., изд. Вторым отд-нием Имп. Акад. наук : Ст. В. И. Даля. — Санкт-Петербург: тип. Э. Праца, 1852. — [2], 72 с.
- Были и небылицы. — Ч. 1-4. — СПб.: Тип. Греча, 1833—1839.
- Сочинения Владимира Даля. — Новое полн. изд. — Санкт-Петербург: М. О. Вольф, 1861.
- Сочинения В. И. Даля: Повести и рассказы: С биогр. и портр. авт. — 2-е изд. Т. 1—8. — Санкт-Петербург; Москва: М. О. Вольф, [1883]—1884 (Санкт-Петербург). —  [Владимир Иванович Даль: Биогр. очерк / П. Полевого. — [1883]. — XXXII, 496 с.
- Полное собрание сочинений Владимира Даля (Казака Луганского). — 1-е посмерт. полн. изд., доп., свер. и вновь просмотр. по рукописям. Т. 1—10. — Санкт-Петербург; Москва: т-во М. О. Вольф, 1897—1898 (Санкт-Петербург).
- Описание моста, наведенного на реке Висле для перехода отряда генерал-лейтенанта Ридигера / [В. Даль, отстав. флота-лейт. и д-р мед.]. — Санкт-Петербург: тип. Н. Греча, 1833. — [2], 46 с., 2 л. ил.
- Пословицы русского народа: Сб. пословиц, поговорок, речений, присловий, чистоговорок прибауток, загадок, поверий и проч. / [Соч.] В. Даля. — Москва: Имп. О-во истории и древностей рос. при Моск. ун-те, 1862. — [4], XL, 1096, 6 с. — (Библиотека русских и иностранных писателей)
- Полное собрание сочинений в 8-ми томах. — М.: Столица, 1995—1996 (вышли т Русские сказки для детей / [Соч.] Казака Луганского Владимира Даля. — Санкт-Петербург; Москва: т-во М.О. Вольф, 1902 (Санкт-Петербург). — 34 с.: ил.
- Избранные произведения. — М.: Директ-Медиа, 2010. — ISBN 5-9989-4693-6
- Собрание сочинений в 8-ми тт. — М.: Книжный клуб Книговек, 2017.
- Kater und Füchsin: Für Leser von etwa 9 Jahren an / Ein Märchen von W. Dalj; Mit Bildern von Josef Hegenbarth; Nach einer Übers. aus dem Russ. von Margarete Mohnhaupt. — Berlin: Der Kinderbuchverlag, 1950. — 23 с., 1 л. ил.
- Proverbes du peuple russe / Vladimir Dal; choix, ill., et calligraphie Vitaly Statzynsky; trad. des proverbes, de l’introd. et de la postf. Valérie Pozner et Paul Lequesne. — Paris: Ed. Alternatives, 2003. — 95 с.: ил., цв. ил. — (Grand Pollen).— ISBN 2-86227-392-9
- Рифмованные русские пословицы в переводе на немецкий язык Роберта Вебера [Текст] = Wladimir Dahl gereimte sprichwörter des russischen volkes Deutsch von Robert Weber. — Москва: Перо, 2012. — 125 с.: ил. — ISBN 978-5-91940-464-4